# Alfons von Poitiers

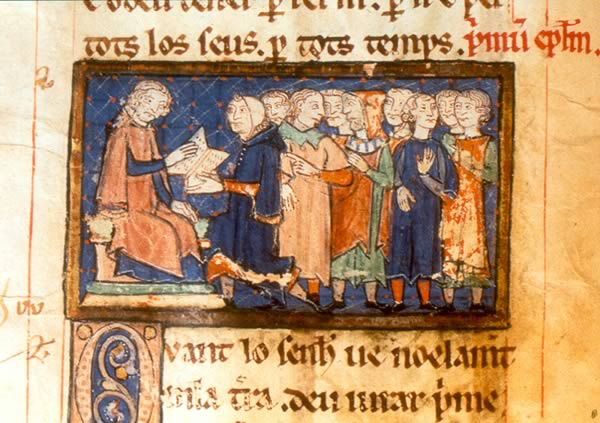
Alfons von Poitiers erkennt vor den Vertretern der Stadt Agen deren kommunale Autonomie an. (Miniatur aus dem Livre des statuts et coutumes de la ville d’Agen, 13. Jahrhundert)

Alfons von Poitiers (französisch Alphonse de Poitiers; * 11. November 1220 in Poissy; † 21. August 1271 in Corneto bei Siena) war ein königlicher Prinz von Frankreich aus der Dynastie der Kapetinger. Er war ab 1241 Graf von Poitou und ab 1249 Graf von Toulouse.

## Leben
Alfons war der dritte der vier das Erwachsenenalter erreichenden Söhne König Ludwigs VIII. des Löwen († 1226) und dessen Ehefrau Blanca von Kastilien († 1252). Die älteren  waren der König und spätere Heilige Ludwig IX. (* 1214; † 1270) und Robert von Artois (* 1216; † 1250), der jüngere Karl von Anjou (* 1226; † 1285).
Gemäß dem den Albigenserkreuzzug beendenden Vertrag von Meaux-Paris von 1229, wurde Alfons mit Johanna, der Erbin der Grafschaft Toulouse verlobt. Die Hochzeit fand 1241 statt und leitete in weiterer Folge ab 1271 den Erbgang der französischen Krone in der Region des Languedoc ein. Im selben Jahr wurde Alfons am 24. Juni vom älteren Bruder, gemäß dem Testament des Vaters, auf einem Hoftag in Saumur zum Ritter geschlagen und mit den Grafschaften Poitou, Saintonge und einem Teil der Auvergne (Terre royale d’Auvergne) belehnt. Diese Belehnung rief den Protest der Plantagenets hervor, denen diese Gebiete zuvor gehört hatten und die darauf weiterhin Anspruch erhoben. Gegen Alfons und Ludwig IX. bildete sich eine Allianz unter König Heinrich III. von England und Hugo X. von Lusignan, der auch Alfons’ Schwiegervater Raimund VII. von Toulouse beitrat. Zusammen mit Ludwig IX. schlug Alfons die Gegenseite am 21. Juli 1242 in der Schlacht bei Taillebourg. Heinrich III. floh nach England, Lusignan unterwarf sich Alfons und auch der Graf von Toulouse legte die Waffen nieder.

Wappen des Prinzen Alfons von Poitiers

Wie alle Brüder nahm Alfons am sechsten Kreuzzug nach Ägypten teil. Jedoch stach er nicht mit ihnen am 25. August 1248 in Aigues-Mortes in See, da sein Schwiegervater durch zögerliches Verhalten die Abreise aufhielt. Erst im Herbst 1249 einigte sich Alfons mit Raimund VII. auf eine Abreise in Marseille; auf dem Weg dorthin starb der Schwiegervater. Dadurch trat die Erbregelung von 1229 in Kraft, wodurch Alfons Graf von Toulouse und Markgraf der Provence wurde. Die Übernahme dieser Länder überließ er der Mutter Blanca, da er die Teilnahme am Kreuzzug nicht weiter aufschieben wollte. Er erreichte das inzwischen eroberte Damiette am 24. Oktober 1249, wo er das Heer seines Bruders verstärkte. Anschließend nahm er am Vormarsch gegen Kairo teil, wo die vereinigten Heere aber am 8. Februar 1250 vor der Stadt al-Mansura aufgehalten wurden. Bei einem spontanen Angriff auf die Stadt wurde Alfons’ Bruder Robert von Artois getötet. Bei einer anschließenden Schlacht vor der Stadt am 11. Februar gegen die Mameluken befehligte Alfons den rechten Flügel des Heeres. Dabei geriet er zeitweilig so sehr in Bedrängnis, dass er angeblich von Marketenderinnen verteidigt werden musste. Trotz des Sieges in der Schlacht musste die Belagerung von al-Mansura im April 1250 abgebrochen werden. Bei dem anschließenden Rückmarsch nach Damiette geriet Alfons mit seinen Brüdern am 6. April bei Fariskur in die Gefangenschaft der Mameluken.

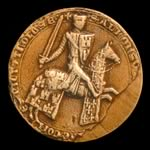
Ein Siegel von Alfons von Poitiers

Nach seiner Freilassung kehrte Alfons mit seinem Bruder Karl von Anjou 1251 nach Frankreich zurück, wo beide an der Seite ihrer Mutter die Regentschaft für Ludwig IX. führten, der im heiligen Land blieb. 1252 starb die Mutter, worauf Alfons und Karl die Regentschaft alleine weiterführten. In dieser Zeit hatte Alfons großen Anteil an den Verhandlungen, die zum Vertrag von Paris von 1259 führten. Darin erkannte König Heinrich III. von England den Verlust großer Teile seiner Besitzungen in Frankreich zugunsten der Krone an, darunter die Normandie, Maine, Anjou und Poitou. Im Gegenzug musste Frankreich auf die Saintonge verzichten, die als ein Akt des Entgegenkommens an den König von England vergeben wurde.
Obwohl sich Alfons hauptsächlich in Paris aufhielt, erbrachte er seine Hauptleistungen auf seinen Besitztümern in Südfrankreich. Er ließ die Verwüstungen des Albigenserkreuzzugs beseitigen und organisierte die Verwaltung des Languedoc nach einem zentralisierten, nordfranzösischen Vorbild, indem er das Land in Seneschallate einteilte. Das als „Alphonsine“ bekannte Dokument für die Stadt Riom wurde das Gesetzbuch der Auvergne. Trotz seines despotischen Charakters und seiner permanenten finanziellen Engpässe schützte er das Bürgertum vor den Übergriffen des Adels. Er unterstützte die Inquisition im Kampf gegen Häretiker, befahl aber auch im Jahr 1249 im Poitou die erste regionale Vertreibung von Juden. Seine Maßnahmen bereiteten die geordnete Übernahme des Südens durch die Krone vor.
Trotz seines schlechten Gesundheitszustands begleitete Alfons zusammen mit seiner Frau seinen Bruder 1270 auf dem siebten Kreuzzug gegen Tunis, wo der König in Karthago verstarb. Alfons selbst starb auf dem Rückweg in die Heimat am 21. August 1271 in Corneto bei Siena, einen Tag nach seiner Frau. Während er in der Basilika Saint-Denis beerdigt wurde, liegt seine Frau in der Kirche Notre-Dame-Gercy (heute Varennes-Jarcy) bestattet. Da das Paar keine Kinder hatte, wurde ihr Land als erledigtes Lehen in die Krondomäne eingegliedert. Lediglich das Comtat Venaissin, als Bestandteil der Markgrafschaft Provence, hinterließ er dem Papst, in dessen Besitz das Gebiet bis 1791 blieb.

## Vorfahren
| Ludwig VII. der Jüngere (1120–1180) | Ludwig VII. der Jüngere (1120–1180) | Ludwig VII. der Jüngere (1120–1180) | Ludwig VII. der Jüngere (1120–1180) | Ludwig VII. der Jüngere (1120–1180) | Ludwig VII. der Jüngere (1120–1180) |                                |                                | Adele von Champagne (1140–1206) | Adele von Champagne (1140–1206) | Adele von Champagne (1140–1206) | Adele von Champagne (1140–1206) | Adele von Champagne (1140–1206)   | Adele von Champagne (1140–1206)   |                                   |                                   | Balduin V. von Hennegau (1150–1195) | Balduin V. von Hennegau (1150–1195) | Balduin V. von Hennegau (1150–1195) | Balduin V. von Hennegau (1150–1195) | Balduin V. von Hennegau (1150–1195) | Balduin V. von Hennegau (1150–1195) |                                   |                                   | Margarete I. von Flandern (1145–1194) | Margarete I. von Flandern (1145–1194) | Margarete I. von Flandern (1145–1194) | Margarete I. von Flandern (1145–1194) | Margarete I. von Flandern (1145–1194) | Margarete I. von Flandern (1145–1194) |  |  | Sancho III. von Kastilien (1133–1158) | Sancho III. von Kastilien (1133–1158) | Sancho III. von Kastilien (1133–1158) | Sancho III. von Kastilien (1133–1158) | Sancho III. von Kastilien (1133–1158)  | Sancho III. von Kastilien (1133–1158)  |                                        |                                        | Blanka von Navarra (?–1157)            | Blanka von Navarra (?–1157)            | Blanka von Navarra (?–1157) | Blanka von Navarra (?–1157) | Blanka von Navarra (?–1157)      | Blanka von Navarra (?–1157)      |                                  |                                  | Heinrich II. Plantagenet (1133–1189) | Heinrich II. Plantagenet (1133–1189) | Heinrich II. Plantagenet (1133–1189) | Heinrich II. Plantagenet (1133–1189) | Heinrich II. Plantagenet (1133–1189) | Heinrich II. Plantagenet (1133–1189) |                                  |                                  | Eleonore von Aquitanien (1122–1204) | Eleonore von Aquitanien (1122–1204) | Eleonore von Aquitanien (1122–1204) | Eleonore von Aquitanien (1122–1204) | Eleonore von Aquitanien (1122–1204) | Eleonore von Aquitanien (1122–1204) |
| Ludwig VII. der Jüngere (1120–1180) | Ludwig VII. der Jüngere (1120–1180) | Ludwig VII. der Jüngere (1120–1180) | Ludwig VII. der Jüngere (1120–1180) | Ludwig VII. der Jüngere (1120–1180) | Ludwig VII. der Jüngere (1120–1180) |                                |                                | Adele von Champagne (1140–1206) | Adele von Champagne (1140–1206) | Adele von Champagne (1140–1206) | Adele von Champagne (1140–1206) | Adele von Champagne (1140–1206)   | Adele von Champagne (1140–1206)   |                                   |                                   | Balduin V. von Hennegau (1150–1195) | Balduin V. von Hennegau (1150–1195) | Balduin V. von Hennegau (1150–1195) | Balduin V. von Hennegau (1150–1195) | Balduin V. von Hennegau (1150–1195) | Balduin V. von Hennegau (1150–1195) |                                   |                                   | Margarete I. von Flandern (1145–1194) | Margarete I. von Flandern (1145–1194) | Margarete I. von Flandern (1145–1194) | Margarete I. von Flandern (1145–1194) | Margarete I. von Flandern (1145–1194) | Margarete I. von Flandern (1145–1194) |  |  | Sancho III. von Kastilien (1133–1158) | Sancho III. von Kastilien (1133–1158) | Sancho III. von Kastilien (1133–1158) | Sancho III. von Kastilien (1133–1158) | Sancho III. von Kastilien (1133–1158)  | Sancho III. von Kastilien (1133–1158)  |                                        |                                        | Blanka von Navarra (?–1157)            | Blanka von Navarra (?–1157)            | Blanka von Navarra (?–1157) | Blanka von Navarra (?–1157) | Blanka von Navarra (?–1157)      | Blanka von Navarra (?–1157)      |                                  |                                  | Heinrich II. Plantagenet (1133–1189) | Heinrich II. Plantagenet (1133–1189) | Heinrich II. Plantagenet (1133–1189) | Heinrich II. Plantagenet (1133–1189) | Heinrich II. Plantagenet (1133–1189) | Heinrich II. Plantagenet (1133–1189) |                                  |                                  | Eleonore von Aquitanien (1122–1204) | Eleonore von Aquitanien (1122–1204) | Eleonore von Aquitanien (1122–1204) | Eleonore von Aquitanien (1122–1204) | Eleonore von Aquitanien (1122–1204) | Eleonore von Aquitanien (1122–1204) |
|                                     |                                     |                                     |                                     |                                     |                                     |                                |                                |                                 |                                 |                                 |                                 |                                   |                                   |                                   |                                   |                                     |                                     |                                     |                                     |                                     |                                     |                                   |                                   |                                       |                                       |                                       |                                       |                                       |                                       |  |  |                                       |                                       |                                       |                                       |                                        |                                        |                                        |                                        |                                        |                                        |                             |                             |                                  |                                  |                                  |                                  |                                      |                                      |                                      |                                      |                                      |                                      |                                  |                                  |                                     |                                     |                                     |                                     |                                     |                                     |
|                                     |                                     |                                     |                                     | Philipp II. August (1165–1223)      | Philipp II. August (1165–1223)      | Philipp II. August (1165–1223) | Philipp II. August (1165–1223) | Philipp II. August (1165–1223)  | Philipp II. August (1165–1223)  |                                 |                                 |                                   |                                   |                                   |                                   |                                     |                                     |                                     |                                     | Isabelle von Hennegau (1170–1190)   | Isabelle von Hennegau (1170–1190)   | Isabelle von Hennegau (1170–1190) | Isabelle von Hennegau (1170–1190) | Isabelle von Hennegau (1170–1190)     | Isabelle von Hennegau (1170–1190)     |                                       |                                       |                                       |                                       |  |  |                                       |                                       |                                       |                                       | Alfons VIII. von Kastilien (1155–1214) | Alfons VIII. von Kastilien (1155–1214) | Alfons VIII. von Kastilien (1155–1214) | Alfons VIII. von Kastilien (1155–1214) | Alfons VIII. von Kastilien (1155–1214) | Alfons VIII. von Kastilien (1155–1214) |                             |                             |                                  |                                  |                                  |                                  |                                      |                                      |                                      |                                      | Eleonore Plantagenet (1161–1214)     | Eleonore Plantagenet (1161–1214)     | Eleonore Plantagenet (1161–1214) | Eleonore Plantagenet (1161–1214) | Eleonore Plantagenet (1161–1214)    | Eleonore Plantagenet (1161–1214)    |                                     |                                     |                                     |                                     |
|                                     |                                     |                                     |                                     | Philipp II. August (1165–1223)      | Philipp II. August (1165–1223)      | Philipp II. August (1165–1223) | Philipp II. August (1165–1223) | Philipp II. August (1165–1223)  | Philipp II. August (1165–1223)  |                                 |                                 |                                   |                                   |                                   |                                   |                                     |                                     |                                     |                                     | Isabelle von Hennegau (1170–1190)   | Isabelle von Hennegau (1170–1190)   | Isabelle von Hennegau (1170–1190) | Isabelle von Hennegau (1170–1190) | Isabelle von Hennegau (1170–1190)     | Isabelle von Hennegau (1170–1190)     |                                       |                                       |                                       |                                       |  |  |                                       |                                       |                                       |                                       | Alfons VIII. von Kastilien (1155–1214) | Alfons VIII. von Kastilien (1155–1214) | Alfons VIII. von Kastilien (1155–1214) | Alfons VIII. von Kastilien (1155–1214) | Alfons VIII. von Kastilien (1155–1214) | Alfons VIII. von Kastilien (1155–1214) |                             |                             |                                  |                                  |                                  |                                  |                                      |                                      |                                      |                                      | Eleonore Plantagenet (1161–1214)     | Eleonore Plantagenet (1161–1214)     | Eleonore Plantagenet (1161–1214) | Eleonore Plantagenet (1161–1214) | Eleonore Plantagenet (1161–1214)    | Eleonore Plantagenet (1161–1214)    |                                     |                                     |                                     |                                     |
|                                     |                                     |                                     |                                     |                                     |                                     |                                |                                |                                 |                                 |                                 |                                 |                                   |                                   |                                   |                                   |                                     |                                     |                                     |                                     |                                     |                                     |                                   |                                   |                                       |                                       |                                       |                                       |                                       |                                       |  |  |                                       |                                       |                                       |                                       |                                        |                                        |                                        |                                        |                                        |                                        |                             |                             |                                  |                                  |                                  |                                  |                                      |                                      |                                      |                                      |                                      |                                      |                                  |                                  |                                     |                                     |                                     |                                     |                                     |                                     |
|                                     |                                     |                                     |                                     |                                     |                                     |                                |                                |                                 |                                 |                                 |                                 | Ludwig VIII. der Löwe (1187–1226) | Ludwig VIII. der Löwe (1187–1226) | Ludwig VIII. der Löwe (1187–1226) | Ludwig VIII. der Löwe (1187–1226) | Ludwig VIII. der Löwe (1187–1226)   | Ludwig VIII. der Löwe (1187–1226)   |                                     |                                     |                                     |                                     |                                   |                                   |                                       |                                       |                                       |                                       |                                       |                                       |  |  |                                       |                                       |                                       |                                       |                                        |                                        |                                        |                                        |                                        |                                        |                             |                             | Blanka von Kastilien (1188–1252) | Blanka von Kastilien (1188–1252) | Blanka von Kastilien (1188–1252) | Blanka von Kastilien (1188–1252) | Blanka von Kastilien (1188–1252)     | Blanka von Kastilien (1188–1252)     |                                      |                                      |                                      |                                      |                                  |                                  |                                     |                                     |                                     |                                     |                                     |                                     |
|                                     |                                     |                                     |                                     |                                     |                                     |                                |                                |                                 |                                 |                                 |                                 | Ludwig VIII. der Löwe (1187–1226) | Ludwig VIII. der Löwe (1187–1226) | Ludwig VIII. der Löwe (1187–1226) | Ludwig VIII. der Löwe (1187–1226) | Ludwig VIII. der Löwe (1187–1226)   | Ludwig VIII. der Löwe (1187–1226)   |                                     |                                     |                                     |                                     |                                   |                                   |                                       |                                       |                                       |                                       |                                       |                                       |  |  |                                       |                                       |                                       |                                       |                                        |                                        |                                        |                                        |                                        |                                        |                             |                             | Blanka von Kastilien (1188–1252) | Blanka von Kastilien (1188–1252) | Blanka von Kastilien (1188–1252) | Blanka von Kastilien (1188–1252) | Blanka von Kastilien (1188–1252)     | Blanka von Kastilien (1188–1252)     |                                      |                                      |                                      |                                      |                                  |                                  |                                     |                                     |                                     |                                     |                                     |                                     |
|                                     |                                     |                                     |                                     |                                     |                                     |                                |                                |                                 |                                 |                                 |                                 |                                   |                                   |                                   |                                   |                                     |                                     |                                     |                                     |                                     |                                     |                                   |                                   |                                       |                                       |                                       |                                       |                                       |                                       |  |  |                                       |                                       |                                       |                                       |                                        |                                        |                                        |                                        |                                        |                                        |                             |                             |                                  |                                  |                                  |                                  |                                      |                                      |                                      |                                      |                                      |                                      |                                  |                                  |                                     |                                     |                                     |                                     |                                     |                                     |
|                                     |                                     |                                     |                                     |                                     |                                     |                                |                                |                                 |                                 |                                 |                                 |                                   |                                   |                                   |                                   |                                     |                                     |                                     |                                     |                                     |                                     |                                   |                                   |                                       |                                       |                                       |                                       | Alfons von Poitiers (1220–1271)       |                                       |  |  |                                       |                                       |                                       |                                       |                                        |                                        |                                        |                                        |                                        |                                        |                             |                             |                                  |                                  |                                  |                                  |                                      |                                      |                                      |                                      |                                      |                                      |                                  |                                  |                                     |                                     |                                     |                                     |                                     |                                     |